# 1218 dans les croisades

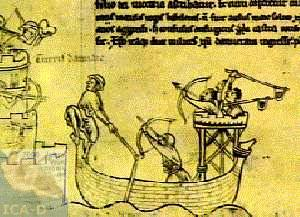
Siège de Damiette

Cette page regroupe les évènements concernant les Croisades qui sont survenus en 1218 :
- 10 janvier : mort de Hugues Ier, roi de Chypre. Son fils Henri Ier lui succède[1].
- janvier : André II, roi de Hongrie retourne en Europe[2].
- 29 mai : la flotte des croisés aborde l'Égypte à Damiette et met le siège devant la ville[2].
- 25 juin : Simon de Montfort est tué devant Toulouse[3].
- 25 juillet : Amaury VI de Montfort, fils de Simon de Montfort, lève le siège de Toulouse[3].
- 31 août : Mort d'Al-Adil Sayf al-Din, sultan d'Égypte. Son fils Malik al Kamil lui succède[4].
- 9 octobre : Malik al-Kamil tente en vain de dégager Damiette assiégée par les Croisés[4].
- Pierre II de Courtenay est fait prisonnier au siège de Durazzo[2].